# 1972–1973-as magyar jégkorongbajnokság
A 36. első osztályú jégkorongbajnokságban öt csapat indult el. A mérkőzéseket 1972. november 5. és 1973. február 18. között a Kisstadionban és a Megyeri úti jégpályán rendezték meg.

## OB I. 1972/1973
|    | Csapat       | M  | GY | D | V  | GK     | Pont |
| -- | ------------ | -- | -- | - | -- | ------ | ---- |
| 1. | Ferencváros  | 20 | 19 | 1 | 0  | 186-61 | 39   |
| 2. | Újpest Dózsa | 20 | 11 | 2 | 7  | 123-77 | 24   |
| 3. | BVSC         | 20 | 8  | 3 | 9  | 91-99  | 19   |
| 4. | Bp. Volán SC | 20 | 7  | 3 | 10 | 99-112 | 17   |
| 5. | BKV Előre    | 20 | 0  | 1 | 19 | 49-193 | 1    |

## A bajnokság végeredménye
1. Ferencvárosi TC

2. Újpest Dózsa

3. BVSC

4. Budapesti Volán SC

5. BKV Előre

## A Ferencváros bajnokcsapata
Bácskai János, Bikár Péter, Deák Miklós, Enyedi Ferenc, Gogolák László, Hajzer János, Hajzer Tibor, Havrán Péter, Horváth Zoltán, Kassai György, Kereszty Ádám, Korpás Tamás, Krasznai János, Kovács Antal, Mészöly András, Molnár Károly, Muhr Albert, Póth János, Szklenár Pál, Treplán Béla
Edző: dr. Jakabházy László